# Prins Valiant
Prins Valiant (Engels: Prince Valiant) is een serie stripverhalen gecreëerd door de Amerikaanse tekenaar Hal Foster. De strip werd vooral getekend voor Amerikaanse kranten. Het verhaal speelt zich af rond de Arthurlegende. De Prins Valiantstrips verschijnen tegenwoordig in meer dan 300 Amerikaanse kranten, en er zijn al meer dan 3900 afleveringen verschenen.

## Geschiedenis
De strip verscheen voor het eerst op 13 februari 1937, toen Hal Foster 44 jaar oud was. Foster zou de strip blijven tekenen tot 16 mei 1971 als pagina 1788 uitkomt. Daarna nam John Cullen Murphy de taak over.
In Nederland is Prins Valiant een aantal malen gepubliceerd. De bekendste Nederlandstalige versie is de tweewekelijkse uitgave van kruideniersketen Vivo, 1966-1968. Deze serie stopte met aflevering 55. Een tweede reeks verscheen bij Semic Press en Juniorpress (1975-1992). Tussendoor zijn enkele min of meer afgeronde verhalen verschenen in grote en kleine formaten, in kleur of zwart-wit. Vanaf respectievelijk 2008 en 2010 verschijnen bij uitgeverij Silvester een luxereeks en een reeks op kleiner formaat, waarbij in gebundelde jaargangen uiteindelijk in 2020 alle 1788 pagina's zijn herdrukt die Foster getekend heeft.
Hal Foster tekende aanvankelijk Tarzan-strips voor United Features Syndicate. Maar ontevreden over de manier waarop ze zijn werk behandelden en het feit dat hij het geesteskind van iemand anders tekende, besloot hij op een volledig eigen creatie over te stappen: "Prince Valiant". De strip kreeg als subtitel "In the days of King Arthur" en werd door King Features in de kranten van William Randolph Hearst gepubliceerd.
In deze stripreeks wordt geen gebruik gemaakt van tekstballonnen, tekst staat als verhalend blok ergens binnen het kader van een tekening.

## Hoofdpersonages
- Prins Valiant: De prins van Thule en rondetafelridder waar het verhaal rond draait
- Aleta: Koningin van de neveleilanden, vrouw van Valiant
- Arn: Oudste zoon van Valiant en Aleta, krijgt in de latere albums soms een hoofdrol
- Karen en Valeta: Tweelingdochters van Valiant en Aleta
- Koning Aguar: Vader van Valiant, koning van Thule, een fictief rijk ergens te situeren in Noorwegen
- Boltar: Vrolijke Viking, goede vriend van Valiant
- Tillicum: Indiaanse vrouw van Boltar
- Gawain: Rondetafelridder, leermeester en vriend van Valiant, eeuwige Don Juan, halfbroer van Mordred
- Gundar Harl: Eenbenige, en eenhandige scheepsbouwer, vriend van Valiant en Aleta
- Modred: Halfbroer van Gawain en koning Arthur, probeert Arthur ten val te brengen
- Arf: Schildknaap van Valiant die door bevriezing een been verliest

## Algemene typering
De Prins Valiant-strips staan bekend om hun goed gedocumenteerde details, maar het wemelt van de anachronismen. Valiant raakt verzeild in allerlei historische gebeurtenissen op diverse plaatsen: hij is getuige van de val van Rome, hij belandt met zijn strijdmakkers, die meestal verwisselbare bijfiguren zijn, op de oostkust van Noord-Amerika en de westkust van Afrika, waar ze de schrik van hun leven krijgen bij het zien van gorilla's en olifanten. Ook het Heilige Land doet hij aan, waar hij in kruisvaarderachtige schermutselingen betrokken raakt. Veel van de personen en gebeurtenissen (Koning Arthur, de val van Rome, de Hunnen) doen vermoeden dat het verhaal speelt in de 5e eeuw na Christus; een periode dat sprake was van grote chaos in Europa na de val van het West-Romeinse Rijk en het begin van de Grote Volksverhuizing. Er komen echter ook Vikingen in voor, die pas vanaf de 9e eeuw actief werden. De wapenrustingen en kastelen zien er, hoe goed gedocumenteerd ook, uit als laatmiddeleeuws. Een enkele keer ontmoet Valiant een alchemist, die per ongeluk het buskruit heeft uitgevonden. Valiant moet wel een enorme talenkennis hebben; overal in Europa en zelfs daarbuiten kan hij met iedereen praten, ook aan de dorpspomp en in de plaatselijke herberg. Echter, grote delen van het toenmalige Europa vielen onder heerschappij van Germaanse stammen. Die zullen waarschijnlijk een vorm van Oud-Germaanse dialecten hebben gesproken en elkaar zonder problemen kunnen verstaan. Alleen als hij bij achtervolging van een Viking in Noord-Amerika komt, is met de aldaar levende indianen gebarentaal aanvankelijk onmisbaar.
Humor wordt niet als het sterkste punt beschouwd van deze strip, maar in het algemeen zijn de verhalen wel spannend en romantisch. De gevechten, zowel de veldslagen als individuele zwaardgevechten, worden vaak fraai gestileerd en gechoreografeerd weergegeven, waarbij al te nare details de lezer worden bespaard. Vooral in de eerste afleveringen komen veel sprookjesachtige elementen voor, zoals een waarzeggende heks, toverkunsten van legendarische figuren als Merlijn, Morgan le Fay en ook exotische monsters, die een dappere ridder wel aan zijn lans kan rijgen.
Valiant heeft een duidelijk besef van de morele status van een ridder; plunderen is taboe en hij is altijd correct tegen het vrouwelijk geslacht. Dit is een verwijzing naar een ideaal van ridderlijkheid dat echter pas in de 12e eeuw geformuleerd werd. Zijn vijanden zijn meestal onvervalste schurken en worden als zodanig behandeld, maar voor zover ze zijn Zingende Zwaard overleven, komen ze er niet al te slecht vanaf. Een enkele keer blijkt een vijand van het type 'ruwe bolster, blanke pit' te zijn, zoals de piraat Boltar en de dief en bedrieger Slith. De meedogenloze krijgersmentaliteit van de Vikingen en de Hunnen komt duidelijk uit de verf en er wordt regelmatig gemoraliseerd, zoals over de gevaren van welvaart, decadentie en hebzucht aan Aleta's hof op de Neveleilanden. Sociale stigmatisering en uitsluiting komen ook aan de orde, bij een eenzame reus die zich in de bergen van de Balkan heeft verschanst met een schare dwergen, mismaakten en andere verschoppelingen.

## Hoofdelementen van de verhalen
Valiant wordt geboren als Prins van Thule (gelegen in het huidige Noorwegen); zijn vader is koning Aguar en zijn moeder is van Romeinse afkomst, waaraan Valiant als enige in zijn omgeving zijn donkere haar en zijn christelijke geloof ontleent. Als 6-jarig kind moet hij wegens een rebellie tegen zijn vader met zijn familie en hun getrouwen in ballingschap vluchten naar een moerasgebied aan de Engelse oostkust; zijn moeder overlijdt daar al snel. Tijdens zijn jongensjaren in de vrije natuur leert hij zichzelf met veel doorzettingsvermogen paardrijden. Vervolgens trekt hij naar het hof van Koning Arthur, die resideert in een sprookjesachtig paleis. De ridders van de Ronde Tafel worden zijn rolmodellen. Als anonieme deelnemer aan een toernooi dwingt hij respect af, waarna hij schildknaap wordt van Sir Gawain, die hem streng maar rechtvaardig behandelt. Als een Saksisch invasieleger het rijk van koning Arthur bedreigt, heeft Valiant meteen een strijdplan klaar, dat hij staande op een tafel schetst op de muur van de ridderzaal, ten overstaan van koning Arthur en zijn ridders van de Ronde Tafel. Dit plan bestaat uit vernuftige afleidingsmanoeuvres te land, gecombineerd met een verrassingsaanval op de aangemeerde Saksische vloot met platbodems vanuit de moerassen, waarbij potten met brandende kolen op de Saksische schepen moeten worden geslingerd; het plan wordt goedgekeurd en Valiant strijdt zelf in de voorste gelederen. De Saksen worden teruggeslagen, waarmee Valiant de status van Ridder van de Ronde Tafel verdient. Hij wordt de beste vrienden met Gawain en met de meest geduchte ridder, Tristan, wiens legendarische affaire met Isolde zijdelings ter sprake komt. Hij beleeft allerlei avonturen met fantastische wezens, zoals de uit de Arthur-sagen bekende magische 'femme fatale' Morgan Le Fay, Arthurs hoftovenaar Merlijn, draken, heksen en reuzen. Hij beleeft ook zijn eerste (ongelukkige) kennismaking met vrouwelijk schoon in de gedaante van Ilene; eerst is er alleen een andere jongeman als rivaal, ene prins Arn, maar dan wordt Ilene ontvoerd door Vikingen. Arn leent Valiant het Zingende Zwaard, dat altijd de overwinning zou geven als ermee voor een rechtvaardige zaak wordt gestreden. Valiant levert met dat zwaard een verschrikkelijk gevecht tegen de Vikingen, maar wordt toch gevangengenomen; de Vikingkapitein kan zo'n vechtersbaas wel waarderen en biedt hem het commando over een schip aan. Valiant wijst dit tot verbijstering van de Vikingkapitein af, want Valiant wil Ilene. Hij ontsnapt en het Vikingschip vertrekt zonder hem, maar met Ilene. Het schip vergaat dan met man en muis; de treurende Valiant en zijn voormalige rivaal Arn worden vrienden. Het Zingende Zwaard mag Valiant behouden.
De tiran die Valiants vader van troon van Thule had verdreven, is inmiddels oud geworden en tot inkeer gekomen; hij geeft de troon terug aan Aguar, Valiants vader. Valiant keert met zijn vader terug naar Thule, waar de oude orde weer hersteld wordt. Wie verwachtte dat Valiant toen een van de vele jonkvrouwen op het kasteel zou uitkiezen en zich zou voorbereiden op de troonopvolging, had het mis.
Zijn zucht naar avontuur drijft hem tot omzwervingen door de hele toenmalige bekende wereld en zelfs daarbuiten. Hij voegt zich bij de dappere mannen en schone jonkvrouwen op een reusachtig kasteel in Pannonië, dat door de Hunnen belegerd wordt met rijdende torens en stormrammen die sterk aan die van de Romeinen doen denken. Hij weert zich krachtig en wordt gewaardeerd door de kasteelheer, die echter niet geïnteresseerd is in een zo langdurig mogelijke verdediging, maar in uitbundig leven en heldhaftig ten ondergaan. Na als enige de belegering en verovering van het kasteel te hebben overleefd, verzamelt hij een leger desperado's om zich heen en werpt zich al op 17-jarige leeftijd op als legerleider die de Hunnen met guerrilla-acties het leven zuur weet te maken.

Te midden van het oorlogsgeweld ontbreken de romantiek en de sociale tegenstellingen niet; Valiants persoonlijke gids en assistent Slith, die van huis uit een opportunist en een schavuit is, wordt verliefd op de dochter van een gesneuvelde stamleider, redt haar leven en verdient haar daarmee als bruid, maar moet zich dan ineens gaan opwerken tot een serieus te nemen partner.

Valiant schakelt een plaatselijke bondgenoot van de Hunnen uit en wint vervolgens een beslissende veldslag tegen de Hunnen, waarbij zijn tactiek sterk lijkt op die van de mammelukken tegen de Mongolen in 1260 in de Slag bij Ain Jalut. Vervolgens blijkt Valiant de geschiedenis te kennen, die leert dat de echte staatsman weet wanneer hij moet stoppen; hij beteugelt zijn bloeddorstige manschappen, zodat het niet uitloopt op eindeloos bloedvergieten. Zijn taak is zijns inziens volbracht, laat het leger voor wat het is en trekt verder.
Valiant raakt verzeild op de Neveleilanden, die vermoedelijk in de Egeïsche Zee liggen. Daar maakt hij eerst kennis met de verschrikkelijke wreedheid waarmee de bewoners afrekenen met piraten, maar dan ontmoet hij kortstondig Aleta, een hoogblonde kroonprinses die haar haren wast in een waterval. Die eerste ontmoeting leek meer droom dan werkelijkheid, maar hij kan haar niet meer uit zijn hoofd zetten. Na veel omzwervingen ontvoert hij haar uit haar eigen paleis, naar Noord-Afrika; zij blijkt ook altijd van hem gedroomd te hebben. Net als hij denkt haar in de armen te kunnen sluiten, wordt zij ontvoerd door de meedogenloze en egoïstische plaatselijke despoot Donardo, die Aleta wel geschikt vindt als de parel van zijn harem. Zij wordt opgesloten in zijn paleis, in gezelschap van Donardo's jaloerse echtgenote en sadistische zoon. Donardo blijkt veel vijanden te hebben. Valiant gebruikt die als bondgenoten om diens stad in te nemen, waarmee hij de heimelijke bewondering van Donardo oogst. Valiant levert hem uit aan de bevolking van zijn stad, die hem onmiddellijk lyncht. Net voordat de sadistische zoon Aleta iets wil aandoen, slacht Valiant hem af voor de ogen van zijn moeder, waarna die zelfmoord pleegt. Aleta wordt aldus ongedeerd bevrijd, samen met nog enkele andere vrouwen van de harem, die vermoedelijk op dezelfde manier waren buitgemaakt als Aleta. Valiant laat de stad over aan zijn kibbelende bondgenoten en trekt met Aleta naar Rome, waar hij eindelijk met haar kan trouwen, ingezegend door de paus. Hij moest wel eerst de Vandalenleider Genseric bewegen zijn 50.000 barbaren even in toom te houden voor de plundering van Rome.
Valiant neemt Aleta vervolgens mee naar Thule. Aleta houdt zich goed staande aan het hof in Thule, ondanks het barre klimaat en de soms wat norse bevolking; een enkele keer weet ze zelfs een verongelijkte oude strijdmakker van haar schoonvader om haar vinger te winden. Net als zij zwanger geworden is, wordt zij echter ontvoerd door Vikingleider Ulfrun, die net als Donardo gewend is te nemen wat hem bevalt. Dit leidt tot een epische achtervolging van Ulfrun door Valiant en zijn getrouwen op drakenschepen, over de Atlantische Oceaan, langs IJsland, Groenland, helemaal naar Noord-Amerika, waar Aleta bevrijd wordt en een zoon baart, die ze Arn noemen, naar Valiants jeugdvriend. De overlevende manschappen van de verslagen Ulfrun kunnen niet meer terug en worden de eerste Europese kolonisten van Noord-Amerika (en wel in de regio waar de auteur Hal Foster woonde). Na de veilige terugkeer van Valiant en Aleta in Europa met hun kind en het Indiaanse kindermeisje Tillicum, komen er nog tweelingdochters Karen en Valeta, en een zoon Galan. Als de kinderen wat groter zijn, trouwt Tillicum met Boltar, een ruwe Vikingpiraat, maar toch een goede vriend van Valiant.
Aleta geeft ondertussen haar status als koningin van de Neveleilanden niet op. In feite houden Valiant en Aleta er dus een dubbele hofhouding op na. Valiant blijft bovendien Ridder van de Ronde Tafel, zodat hij af en toe wat klusjes voor Koning Arthur moet opknappen, zoals spioneren in Schotland bij de Picten, die een verbond met de Noormannen tegen koning Arthur hadden gesloten. Daarbij werd hij ontmaskerd en zwaar gemarteld, maar op het laatste nippertje weer bevrijd. Dit soort avonturen leidt soms tot echtelijke wrijvingen, omdat Aleta vindt dat Valiant wat meer aan haar en de kinderen moet denken. Valiants ridderlijke plichtsbesef is echter onwankelbaar. In Thule en in het rijk van koning Arthur moeten vooral opstandige leenheren onder de duim gehouden worden; op de Neveleilanden lijkt decadentie het grootste probleem te zijn. Een en ander leidt tot voortdurend gereis door heel Europa, wat veel avonturen oplevert. De oudste zoon, prins Arn, gaat op den duur zijn eigen avonturen beleven en overschaduwt soms Prins Valiant.

## Uitgaven
Prins Valiant verscheen in de zondagbijlage van diverse Amerikaanse kranten. Per jaar verschenen er 51 afleveringen. In Nederland is diverse malen gepoogd de reeks uit te geven. Eind jaren zestig verscheen er diverse afleveringen in de Vivo-reeks. Bij de toenmalige supermarkt Vivo kreeg je bij een bepaald bedrag aan boodschappen een tijdschriftje mee. Uiteindelijk werden er 55 afleveringen van het tijdschrift gepubliceerd. In deze reeks werden soms enkele afleveringen overgeslagen en in het laatste nummer werden enkele stroken van veel later gebruikt om een eind aan het verhaal te maken. Uitgeverij Nooitgedacht gaf in Vlaanderen en Nederland een aantal albums uit met in Vlaanderen 32 pagina's en in Nederland 96. De Nederlandse reeks kwam tot 7 albums met in totaal 676 afleveringen van Vailant. De reeks was een herdruk van een herdruk van de originele platen, waardoor Fosters werk er niet altijd goed uitziet door vage lijnen en slordige inkleuring. Ook werd de tekst vaak door de tekeningen heengeplaatst. In 1970 en 1971 zijn enkele verhalen waar de nadruk op Prins Arn lag, in zwart-wit gepubliceerd in stripweekblad PeP. In 1975 kwam Semic Press (later Junior Press) met de tot nu meest uitgebreide verzameling. Tussen 1975 en 1992 werden 2375 afleveringen geplaatst (1937-1981). Ook hier zijn vaak herdrukken gebruikt. Bij de gerestaureerde versie van de strip door uitgeverij Silvester is gebruik gemaakt van de originele masters.

### Uitgeverij Pax (1964)
Deze hardcoveruitgaven tellen 128 bladzijden. Op de achterkant van de boeken worden nog vier andere uitgaven aangekondigd, maar die zijn waarschijnlijk nooit gepubliceerd. De boeken waren volgens het colofon vertalingen uit het Duits (vert. E.J.M. Peeters).
1. Prins IJzerhart – in de dagen van Koning Arthur
2. Prins IJzerhart – in zijn strijd tegen de Hunnen

### Vivo (1966-1968)
- Prins Valiant (1966)(hardcover) (afl. 841-917)

Tijdschrift (1966-1968)
1. In de tijd van Koning Arthur (afl. 1-32)
2. Het betoverde kasteel  (afl. 33-64)
3. Het zingende zwaard  (afl. 65-96)
4. Allen ten aanval  (afl. 97-128)
5. Strijd tegen de barbaren  (afl. 129-160)
6. Naar de eeuwige stad  (afl. 161-192)
7. Angor Wrak, koning der zeeën  (afl. 193-224)
8. Op weg naar het heilige land  (afl. 225-256)
9. Erfgenamen van de haat  (afl. 257-288)
10. Julianus – de onsterfelijke hoofdman   (afl. 289-320)
11. De fantastische nar  (afl. 321-352)
12. Tristan en Isolde  (afl. 353-389)
13. Redt Aleta uit handen van bandieten  (afl. 435-437, 442-445, 448-466)
14. Deel 14  (afl. 467-475, 477-481)
15. Aanval van de ridders  (afl. 496-501, 503-517)
16. Aleta ontvoerd  (afl. 517-529)
17. Bij de Indianen   (afl. 529-543, 545-547)
18. Krijgt een zoon!  (afl. 547-564)
19. Deel 19  (geen titel)  (afl. 568-583)
20. Deel 20  (geen titel)  (afl. 584-599)
21. Deel 21  (geen titel)  (afl. 600-613)
22. Deel 22  (geen titel)  (afl. 614-615, 617-620, 622-631)
23. Deel 23  (geen titel)  (afl. 632-647)
24. Deel 24  (geen titel)  (afl. 648-666)
25. Deel 25  (geen titel)  (afl. 667-682)
26. Deel 26  (geen titel)  (afl. 685-704)
27. Deel 27  (geen titel)  (afl. 705-726)
28. Deel 28  (geen titel)  (afl. 726-734)
29. Deel 29  (geen titel)  (afl. 735-741)
30. Deel 30  (geen titel)  (afl. 741-749)
31. Deel 31  (geen titel)  (afl. 749-756)
32. Deel 32  (geen titel)  (afl. 757-767)
33. Deel 33  (geen titel)  (afl. 770-781)
34. Deel 34  (geen titel)  (afl. 794-811)
35. Deel 35  (geen titel)  (afl. 812-828)
36. Deel 36  (geen titel)  (afl. 828-845)
37. Deel 37  (geen titel)  (afl. 846-861)
38. Deel 38  (geen titel)  (afl. 862-878)
39. Deel 39  (geen titel)  (afl. 878-895)
40. Deel 40  (geen titel)  (afl. 895-904, 906-912) (een deel van 906 komt voor 904)
41. Deel 41  (geen titel)  (afl. 913-930)
42. Deel 42  (geen titel)  (afl. 930-947)
43. Deel 43  (geen titel)  (afl. 947-964)
44. Deel 44  (geen titel)  (afl. 964-982)
45. Deel 45  (geen titel)  (afl. 982-997)
46. Deel 46  (geen titel)  (afl. 998-1014)
47. Deel 47  (geen titel)  (afl. 1015-1031)
48. Deel 48  (geen titel)  (afl. 1032-1049)
49. Deel 49  (geen titel)  (afl. 1049-1064)
50. Deel 50  (geen titel)  (afl. 1065-1079)
51. Deel 51  (geen titel)  (afl. 1080-1095)
52. Deel 52  (geen titel)  (afl. 1096-1111)
53. Deel 53  (geen titel)  (afl. 1112-1127)
54. Deel 54  (geen titel)  (afl. 1128-1143)
55. Deel 55  (geen titel)  (afl. 1144-1154, 1187, 1263)

### Diverse uitgevers (1968-1973)
Nooitgedacht Uitgaven (1968)
Vlaamse reeks (inhoud gelijk aan de gelijktijdige Vivo-reeks)
1. In de tijd van Koning Arthur
2. Het betoverde kasteel
3. Het zingende zwaard
4. Allen ten aanval
5. Strijd tegen de barbaren
6. Naar de eeuwige stad
7. Angor Wrak, koning der zeeën
8. Op weg naar het heilig land

Nederlandse reeks . Deze reeks telt zeven titelloze album die qua pagina’s dikker zijn dan de Vlaamse reeks: 96 in plaats van 32 pagina's. In de reeks zijn 576 aflevering opgenomen van de eerste dertien jaren van de serie (1937 – 1950)
- Deel 1 (aflevering 1 – 96)
- Deel 2 (aflevering 97 – 192)
- Deel 3 (aflevering 193 – 288)
- Deel 4 (aflevering 289 – 385)
- Deel 5 (aflevering 386 – 482)
- Deel 6 (aflevering 483 – 579)
- Deel 7 (aflevering 580 – 676)

Amsterdam Boek (1973)
Deze uitgaven bestaan uit een doorlopende tekst met zwartwitafbeeldingen erboven.
1. In de dagen van koning Arthur
2. Strijd tegen de Hunnen

De Arbeiderspers (1973)
- Prins Valiant (bevat aflevering 1556-1672)

### Semic Press enJuniorpress(1975-1992)
Deze albumreeks begon in 1975 en liep door tot in 1992. In de serie zijn de eerste 2375 pagina's strips van Prins Valiant verschenen. De eerste 25 uitgaven zijn gedrukt door Semic Press, de uitgaven daarna door Juniorpress. Deel 1,2 en 3 zijn in respectievelijk 1980, 1982 en 1983 herdrukt. Van deel 1 verscheen toen zowel een hardcover als een softcoveruitgave. Het geplande deel 54 is nooit uitgegeven.
1. Prins Valiant  (afl. 1-43)
2. Het zingende zwaard  (afl. 44-85)
3. De strijd om Thule  (afl. 86-127)
4. De Hunnenjagers  (afl. 128-169)
5. Op zoek naar avontuur  (afl. 170-212)
6. Angor Wrak  (afl. 213-256)
7. Afrika  (afl. 257-298)
8. De grote zeereis  (afl. 299-343)
9. Verraad in Thule  (afl. 344-393)
10. Aleta   (afl. 394-450)
11. Ontmoeting in Saramand   (afl. 451-505)
12. De nieuwe wereld   (afl. 506-551)
13. De zonnegodin  (afl. 552-595)
14. De waanzinnige koning  (afl. 596-642)
15. Geoffrey Arf  (afl. 643-687)
16. De belegering van Thule  (afl. 688-731)
17. Van Rome naar Thule  (afl. 732-777)
18. De rivier die verdween  (afl. 778-823)
19. Duel in Ierland  (afl. 824-866)
20. Duel op de Neveleilanden  (afl. 867-912)
21. De ontvoering van Aleta  (afl. 913-955)
22. Het gevecht met de wilde stier  (afl. 956-1000)
23. De uitdaging  (afl. 1001-1046)
24. De wrede koning  (afl. 1047-1090)
25. De zeeslag  (afl. 1091-1134)
26. De bevrijding  (afl. 1135-1178)
27. De speurtocht naar de heilige graal  (afl. 1179-1224)
28. Aanval op de Neveleilanden  (afl. 1225-1269)
29. Gezant in Rome  (afl. 1270-1313)
30. Arn als gijzelaar  (afl. 1314-1357)
31. Het grote toernooi  (afl. 1358-1403)
32. De wilde horde  (afl. 1404-1447)
33. De zoon van de zonnegodin  (afl. 1448-1491)
34. De stammenoorlog  (afl. 1492-1535)
35. Modreds wraak  (afl. 1536-1579)
36. Het zwaard van de dode krijger  (afl. 1580-1623)
37. De thuisreis  (afl. 1624-1668)
38. De ballingen  (afl. 1669-1714)
39. Intriges op Slot Marvyn  (afl. 1715-1758)
40. Het vertrek van Aleta  (afl. 1759-1804) (John Cullen Murphy tekent vanaf 1789)
41. De slag om Dondaris  (afl. 1805-1849)
42. Terugkeer naar Thule  (afl. 1850-1894)
43. De grote teleurstelling  (afl. 1895-1938)
44. Karak, de reus  (afl. 1939-1982)
45. De verschrikkelijke vloot  (afl. 1983-2026)
46. De schat van de vleermuizen (afl. 2027-2070)
47. De koning der minnezangers  (afl. 2071-2114)
48. Terugkeer naar Camelot  (2115-2158)
49. De gedwongen verloving  (afl. 2159-2202)
50. Strijd om Brittannië  (afl. 2203-2246)
51. Gif voor koning Arthur  (afl. 2247-2289)
52. De val van koning Aguar  (afl. 2290-2332)
53. Het grote verlies  (afl. 2333-2375)

### UitgeverijSilvester(2008-2020)
Luxe-uitgaven
(Vertaling door Marq van Broekhoven) (De reeks loopt vanaf 2008)
1. 1937-1938  (afl. 1-98)
2. 1939-1940  (afl. 99-203)
3. 1941-1942  (afl. 204-307)
4. 1943-1944  (afl. 308-412)
5. 1945-1946  (afl. 413-516)
6. 1947-1948  (afl. 517-620)
7. 1949-1950  (afl. 621-725)
8. 1951-1952  (afl. 726-829)
9. 1953-1954  (afl. 830-933)
10. 1955-1956  (afl. 934-1038)
11. 1957-1958  (afl. 1039-1142)
12. 1959-1960  (afl. 1143-1246)
13. 1961-1962  (afl. 1247-1351)
14. 1963-1964  (afl. 1352-1455)
15. 1965-1966  (afl. 1456-1559)
16. 1967-1968  (afl. 1560-1664)
17. 1969-1970  (afl. 1665-1768)
18. 1971-dossier  (afl. 1769-1788)

Reguliere albums
(Vertaling door Marq van Broekhoven) (De reeks loopt vanaf 2010)
1. Jaargang 1937  (afl. 1-46)
2. Jaargang 1938  (afl. 47-98)
3. Jaargang 1939  (afl. 99-151)
4. Jaargang 1940  (afl. 152-203)
5. Jaargang 1941  (afl. 204-255)
6. Jaargang 1942  (afl. 256-307)
7. Jaargang 1943  (afl. 308-359)
8. Jaargang 1944  (afl. 360-412)
9. Jaargang 1945  (afl. 413-464)
10. Jaargang 1946  (afl. 465-516)
11. Jaargang 1947  (afl. 517-568)
12. Jaargang 1948  (afl. 569-620)
13. Jaargang 1949  (afl. 621-672)
14. Jaargang 1950  (afl. 673-725)
15. Jaargang 1951  (afl. 726-777)
16. Jaargang 1952  (afl. 778-829)
17. Jaargang 1953  (afl. 830-881)
18. Jaargang 1954  (afl. 882-933)
19. Jaargang 1955  (afl. 934-985)
20. Jaargang 1956  (afl. 986-1038)
21. Jaargang 1957  (afl. 1039-1090)
22. Jaargang 1958  (afl. 1091-1142)
23. Jaargang 1959  (afl. 1143-1194)
24. Jaargang 1960  (afl. 1195-1246)
25. Jaargang 1961  (afl. 1247-1299)
26. Jaargang 1962  (afl. 1300-1351)
27. Jaargang 1963  (afl. 1352-1403)
28. Jaargang 1964  (afl. 1404-1455)
29. Jaargang 1965  (afl. 1456-1507)
30. Jaargang 1966  (afl. 1508-1559)
31. Jaargang 1967  (afl. 1560-1612)
32. Jaargang 1968  (afl. 1613-1664)
33. Jaargang 1969  (afl. 1665-1716)
34. Jaargang 1970  (afl. 1717-1768)
35. Jaargang 1971  (afl. 1769-1788)

## Films
Het succes van de strip leidde tot twee bioscoopfilms, die beide "Prince Valiant" heten.
- Prince Valiant – 1954 – hoofdrol: Robert Wagner, muziek: Franz Waxman
- Prince Valiant – 1997 – hoofdrol: Stephen Moyer, muziek: David Bergeaud (deze film gebruikt stripanimaties bij overgangen tussen de hoofdscenes)

In 1991 is er ook een animatieserie gemaakt genaamd "The Legend of Prince Valiant".